# 窒素酸化物
窒素酸化物（ちっそさんかぶつ、英: nitrogen oxides） は窒素の酸化物の総称。
一酸化窒素（NO）、二酸化窒素（NO2）、三酸化窒素（NO3）、亜酸化窒素（一酸化二窒素）（N2O）、三酸化二窒素（N2O3）、四酸化二窒素（N2O4）、五酸化二窒素（N2O5）など。化学式の NOx から「ノックス」ともいう。

## 生成
自然界において窒素酸化物は、雷あるいは土壌中の微生物によって生成される。たとえば微生物が多い土壌に豊富な化学肥料を与えると土壌微生物が分解して窒素酸化物を放出する例が知られている。
物質が燃焼するときにも一酸化窒素や二酸化窒素などが発生する。この場合、高温・高圧で燃焼することで本来反応しにくい空気中の窒素と酸素が反応して窒素酸化物になる場合（サーマルNOx）と、燃料由来の窒素化合物から窒素酸化物となる場合（フューエルNOx）がある。たとえば、排気ガスや天然ガスボイラー（家庭用調理ガス器具を含む）などから排出される窒素酸化物は前者が主であり、石炭が燃焼した場合の窒素酸化物はそのほとんどが石炭中の窒素化合物に由来することが知られている。
四酸化二窒素は二酸化窒素と平衡状態にあり、環境中など低圧・低濃度では二酸化窒素側に偏っている。
（各窒素酸化物の生成法は当該記事に詳しい）
大気から陸上に沈着する窒素量は、1890年から1990年の100年間で5倍に増加し21世紀初頭時点では 125 Tg-N y-1(テラグラム窒素毎年)とされており、放出量の80 %が肥料が起源で20 %が燃焼が起源である。

## 人体に対する作用
二酸化窒素（NO2）自体は中性で肺から吸収されやすい赤褐色の気体または液体。細胞内では二酸化窒素は強い酸化作用を示して細胞を傷害するので、粘膜の刺激、気管支炎、肺水腫などの原因となる。
一酸化窒素（NO）については、1980年代頃から、その生体内での生理機能について研究が進み、血管拡張作用を持つことなどが明らかにされたほか、この一酸化窒素が神経伝達物質としても作用することが判明した。なお、1998年のノーベル生理学・医学賞は、この一酸化窒素の生理作用の発見に対して贈られている。現在でも、その多様な生理機能について研究が続いている。
NO、NO2を吸入するとメトヘモグロビンが生成する。メトヘモグロビンは、通常のヘモグロビンに配位されている二価（フェロ）の鉄イオンが三価（フェリ）になっているもので、酸素を運ぶことができない。
一酸化二窒素（N2O）は麻酔作用を持つため、吸入麻酔剤として医療現場で使用されている。

## 対策
NOxの防除技術としては、バーナーや燃焼法の改善によって低NOx化を実現する低NOx燃焼法と，排ガス中からNOxを除去する排煙脱硝法がある。
低NOx燃焼法
空気中の窒素に起因するいわゆるサーマルNOxと、燃料中に含まれる窒素化合物に起因するフューエルNOxがある。このうちサーマルNOxに有効な方法として、燃焼用空気を二段階に分けて吹き込む二段燃焼法が、ガス燃焼から石炭燃焼に至るまで最も広い範囲で用いられている。
サーマルNOxを減らすためには希薄燃焼で燃焼温度を下げると良いが、安定燃焼範囲が狭く、逆火などのトラブルが起きやすい。これを防ぐためパイロットバーナーを設けたり、バーナーの個数で出力を増減するなどの工夫が必要になる。
JR東日本キハE130系気動車、JR四国1500形気動車などはコモンレール方式の燃料噴射装置を使用したディーゼルエンジンを使用し排出量を抑えている。
排煙脱硝法
湿式法と乾式法があり、大型燃焼装置では現在乾式法の一つである選択触媒法が主流となっている。煙道部の手前で排ガス中にNH3を吹き込み、下流部に設置された触媒反応器で、NH3によるNOの選択的還元を行わせる。
尿素SCRシステムでは安全に貯蔵可能な尿素をアンモニア源として使用している。
世界の取り組み
世界ではそういった問題を改善するために、「長距離越境大気汚染条約(ウィーン条約)」というものがある。この条約に196カ国が締約している。

## 環境問題
窒素酸化物は硫黄酸化物とならび酸性雨（酸性降下物）粒子状物質の原因物質で、硫黄酸化物は脱硫装置により液体の化石燃料由来の発生抑制させる事が可能であるが、燃焼（高温との接触）で生成される窒素酸化物の生成抑制は困難である。生成された窒素酸化物は降雨や霧（湿性沈着）や粒子状物質の降下（乾性降下）などにより地上に沈着し森林生態系に蓄積されると共に、森林への蓄積量が飽和量を超えると流下する水の硝酸イオン濃度を上昇させる。
大気汚染
これらは、光化学スモッグや酸性雨などを引き起こす大気汚染原因物質である。主な発生源は、内燃機関をもつ自動車の排気ガスであり、平成4年に制定（平成13年改正）された自動車から排出される窒素酸化物及び粒子状物質の特定地域における総量の削減等に関する特別措置法（自動車NOx・PM法）によって、規制されることになる。
特に毒性の高い二酸化窒素（NO2）は、大気汚染防止法によって環境基準が定められている。
NO2の環境基準：1時間値の1日平均値が0.04ppmから0.06ppmまでのゾーン内またはそれ以下であること。
温室効果
また、一酸化二窒素（N2O、亜酸化窒素）は二酸化炭素の310倍の温室効果がある。
オゾン層の破壊
1970年代にスウェーデンのクルーツェン氏が、成層圏でNOxが触媒作用でオゾン消滅反応に作用していることを指摘し、オゾン層科学に進展がもたらされた。
2008年にN2Oが最大のオゾン層破壊物質であったことが米研究チームにより発表された。